# سی‌ای‌پی-۱ پلانالتو
سی‌ای‌پی-۱ پلانالتو (به انگلیسی: CAP-1_Planalto) یک هواگرد ملخ‌پیشین تک‌موتوره از نوع نظامی آموزشی ساخت شرکت CAP است. هواگرد سی‌ای‌پی-۱ پلانالتو نخستین پروازش را در ۱۹۴۲ میلادی انجام داد. در مجموع، تعداد ۲۰ فروند از این هواگرد ساخته شده‌است.
طراح این هواگرد، Clay Presgrave do Amaral بود.